# Tetraponera rotula
Tetraponera rotula é uma espécie de formiga do gênero Tetraponera, pertencente à subfamília Pseudomyrmecinae.